# John Baptist Wu Cheng-chung

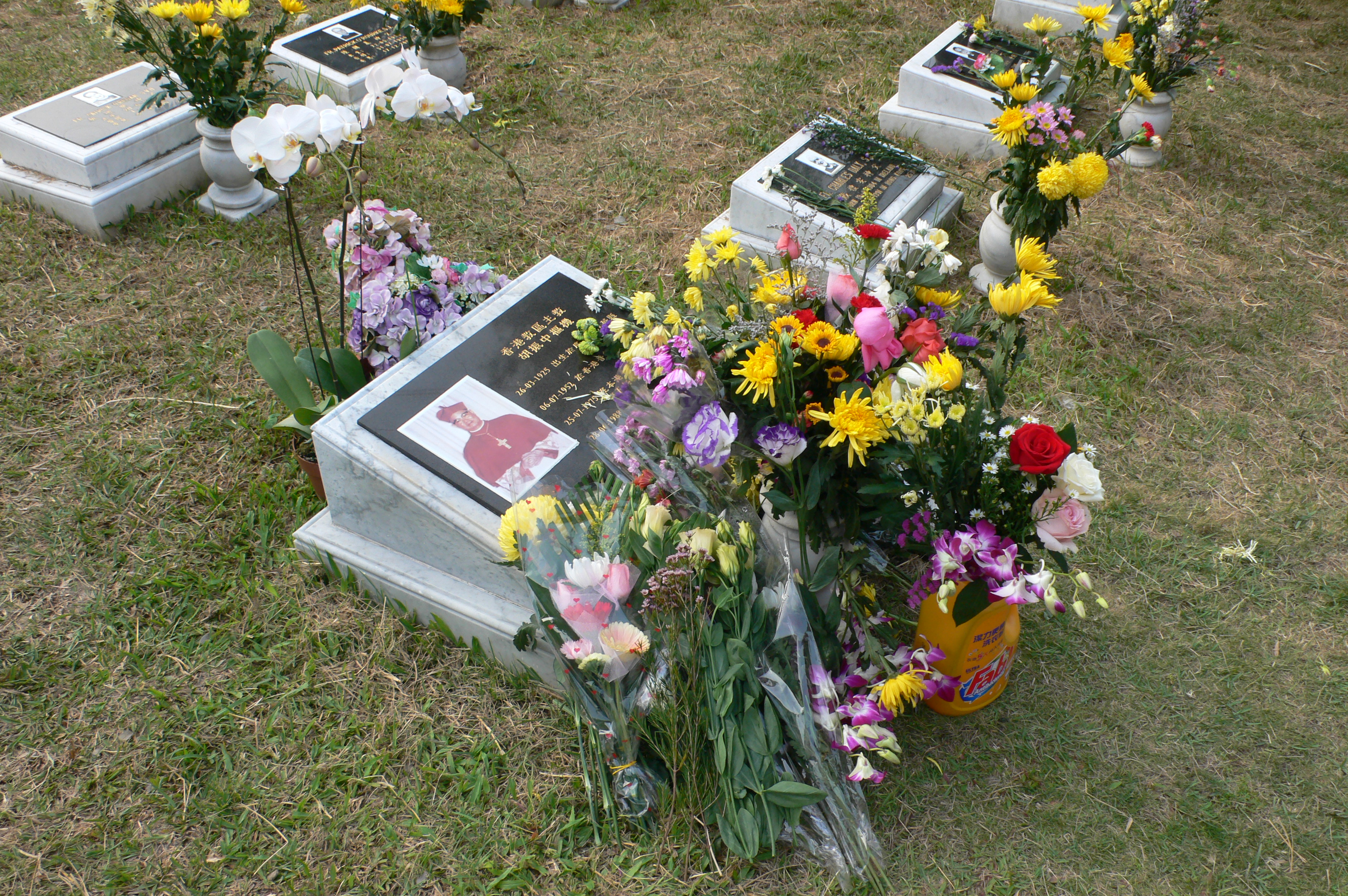
Grób kardynała Johna Baptista Wu Cheng-chunga

John Baptist Wu Cheng-chung (chiń. 胡振中, pinyin Hú Zhènzhōng; ur. 26 marca 1925 w Hekou, prowincja Guangdong, zm. 23 września 2002 w Hongkongu) – chiński duchowny katolicki, biskup Hongkongu, kardynał.

## Życiorys
Studiował w seminarium w Jiaying (1940-1946), następnie w seminarium w Hongkongu (1946-1952); przyjął święcenia kapłańskie 6 lipca 1952 w katedrze w Hongkongu z rąk arcybiskupa Antonio Riberiego (nuncjusza w Chinach). Pracował w centrum pomocy uchodźcom w Hongkongu; w 1954 wyjechał na uzupełniające studia do Rzymu, gdzie na Papieskim Uniwersytecie obronił doktorat z prawa kanonicznego na podstawie pracy De forma canonica extraordinaria celebrationis matrimonii. W latach 1956–1957 zdobywał doświadczenie w pracy w kurialnej w kilku diecezjach amerykańskich (Nowy Jork, Boston, Chicago). Od 1957 był duszpasterzem w diecezji Xinzhu (Tajwan), gdzie pełnił m.in. funkcję moderatora synodu diecezjalnego (1971-1972).
5 kwietnia 1975 został mianowany biskupem Hongkongu, sakrę biskupią przyjął 25 lipca 1975 w Hongkongu z rąk kardynała Agnelo Rossiego (prefekta Kongregacji Rozkrzewiania Wiary). Brał udział w II sesji nadzwyczajnej Światowego Synodu Biskupów w Watykanie w listopadzie i grudniu 1985. Przewodniczył oficjalnym delegacjom, składającym wizyty w ChRL w 1985, 1986 i 1994.
28 czerwca 1988 Jan Paweł II mianował go kardynałem, z tytułem prezbitera Beata Vergine Maria del Monte Carmelo a Mostacciano. W charakterze specjalnego papieskiego wysłannika Wu Cheng-chung reprezentował Jana Pawła II na Narodowym Kongresie Misyjnym Filipin w Cebu we wrześniu i październiku 2000.